# Cuil
Cuil — американська компанія і однойменна пошукова система, заснована вихідцями з компанії Google — Ганною Петерсон та її чоловіком Томом Костелло.

## Пошукова система
Нова пошукова система була створена на кошти венчурних фондів (загальний обсяг інвестицій — $ 33 млн).
Пошуковий індекс Cuil налічував більше 127 мільярдів сторінок.
До кінця 2008 року відвідуваність пошукової системи впала до найнижчої позначки за рік.
23 вересня 2010 компанія Cuil припинила своє існування.